# 川崎昭仁
川崎 昭仁（かわさき しょうじ、1967年11月12日 - ）は、長野県出身のギタリスト。自身のバンド活動を主に様々なアーティストと共演。コンポーザーとして多方面への楽曲提供もしているミュージシャン。血液型B型。
『車イスのギタリスト』と言われるが、その身体で弾くギターはテクニカルで、1989年にヤマハのコンテストでベストギタリスト賞を受賞するほど。本名は「あきひと」だが、小学校の卒業式で名前を間違えられてから「しょうじ」と呼ばれるようになり、現在では自他共に認める通り名になっている。

## 人物
1967年11月12日、長野県東部町（現：東御市）に生まれる。
幼少の頃、原因不明の発熱により手足が麻痺（身体障害者手帳1種1級）。以後、車イスでの生活を余儀なくされ、3歳の時に治療のため茅野市に移住。
好奇心旺盛で活発な性格。絵を描いたり、パソコンでゲームを作ったり、作詞・作曲など創作することが好きで、バンドやギターに憧れていた。高校一年の時にテレビでサリドマイドで両腕のないシンガーソングライター、トニーメレンデスが足でギターを弾く姿を見て「足でギターが弾けるならこんなオレの手でも弾けるかも」と思いギターを始め、ネックを上から握る独自の奏法を編み出した。そしてギターに自分の可能性を見い出し、音楽活動に没頭するようになった。
高校卒業後には家出同然に上京し、『THE ALPHA』を結成。1986年、帰郷後もライブハウスを中心に精力的に活動を続け、1989年にYAMAHA BAND EXPLOSION ‘89でベストギタリスト賞を受賞。1992年にメンバーの一人が亡くなったのをきっかけに解散。
その後、様々なジャンルの人とコラボレートしたり、楽曲提供を行い、1993年に『SHOW』を結成。同年4月、オリジナルレーベル「α-Project」から1stシングル『真夜中のNEWS』をリリース。県内を拠点にライブハウスや各地のイベントでライブを中心に活動を展開。次第にマスコミやメディアに取り上げられ、活動の場を広げていった。1998年、‘98長野パラリンピックと併催された‘98長野アートパラリンピックのテーマソングのために書き下ろした2ndシングル『夢 －YOU・ME－』を1月にリリース。初週で3,000枚以上を売り上げた。
「いちギタリストでありたい」という思いからバンドでの活動に拘っていたが、2013年頃から学校などの講演会でトークライブのスタイルでソロ活動を始めた。2017年、イベントで知り合ったRikizoと『Streaming RED』を結成。現在ではバンドとソロ活動を両立している。
こうした音楽活動が称えられ、1996年には障害者の社会参加功労者として長野県知事賞を受賞。音楽以外の活動として、2004年4月から2010年7月まで「諏訪地域障害者自立支援センター（現、諏訪圏域障害者総合支援センター）」、2010年9月からは長野市に移住し、「特定非営利活動法人ヒューマンネットながの」で障害者福祉に従事。2018年4月からは長野県社会福祉協議会で福祉の人材育成に取り組んでいる。
2009年11月にはメンバーの友人だった女性と結婚。2013年、本人と同じ誕生日である11月12日に女の子が産まれた。娘の名前は、愛用のギターがメイプルでできていることから「かえで」と名付けた。
2021年に開催された東京パラリンピック開会式に出演。デコトラバンドのメンバーとして布袋寅泰、田川ヒロアキ、アヤコノらと共演した。翌2022年にはアゼルバイジャンで国交樹立30周年記念国際芸術祭「True Colors Festival」に出演し、初の海外公演を果たした。

## バンド遍歴

### OFFHAND BAND
1985年
- 高校時代、川崎が初めて作ったVo、Gt、Key、Ba、Drの6人編成のバンド。ライブ活動はしていないが、自主制作でシングルを１枚出している。卒業を期に解散。

### THE ALPHA
1986年 〜 1992年
- 高校卒業後、上京して知り合ったメンバーと作ったGt(Vo)、Ba、Drの3ピースバンド。東京で１年余り活動後、帰郷してメンバーをGt(Vo)、Syn(Vo)というユニット編成に一新。ライブ活動を中心に、4枚のアルバムをリリース。1992年、メンバーの死をきっかけに解散。

### Z[zi]
1991年 〜 1992年
- ミュージカルの音楽制作をしていた時に知り合ったメンバーと作ったGt(Vo)、Keyという編成で打ち込みを使ったユニット。お互い自分のバンドがあったので、1枚のシングルをリリースし、1度だけライブを行った。

### SHOW
1993年 〜
- 福祉関係で知り合ったHiro(Vo)とHora(Gt)が結成した3人編成のバンド。バンド名はメンバーの名前に「昭」がつくことから名付けられた。後にTomo(Ba)とGucchi(DJ)が加入した。Tomo脱退後、新たなベーシストShinとYosuke(Dr)が加入。2枚のシングルをリリース。ライブハウスやイベントでライブを中心に活動していたが、2011年以降活動していない。解散もしていない。

### SEMI
1995年
- SHOWのベーシストTomoと作ったVo、Gtという編成のユニット。バンド名は「Super Exciting Music Insect」の略で、夏季限定の活動を目的に1度だけライブを行った。

### cabbage batterfly
2006年 - 2007年
- 川崎が初めて女性ヴォーカルと組んだVo、Gt×2という編成のバンド。毎年、バレンタインライブを行っていた。

### Mae-Mix
2008年 〜
- 川崎のガンダム好きが高じて、SHOWのドラマーYosukeとベーシストShinがShogo(Vo)を迎えて結成したアニソンコピーバンド。当初「convenience school」というバンド名だったが、後に改名した。ライブハウスはもちろん、アニメ、コスプレ等のイベントでライブを中心に活動していたが、2013年以降活動していない。解散もしていない。

### 7'Arc-en-Ciel
2016年 〜
- ライブハウスのコピーバンドライブの企画のためにRikizo(Vo)とShin(Ba)が結成したL'Arc〜en〜Cielのコピーバンド。不定期に活動中。

### Stereaming RED
2017年 〜
- イベントで知り合ったヴォーカリストRikizoと組んだロックユニット。ユニット名は「同じ赤い血が流れている人間同士、年齢・性別・国籍、そして障害の有無に関係なく、音楽でひとつになろう！」というメッセージを込めてつけられた。学校などの講演会を中心に活動中。

## ディスコグラフィー

### シングル
- 「WORLD'S END」Z[zi]（1992年1月10日リリース）
- 「真夜中のNEWS」SHOW（1993年4月24日リリース）
- 「夢 －YOU・ME－」SHOW（1998年1月23日リリース）

### EP
- 「アカイキズナ」Streaming RED（2024年2月22日リリース）

### アルバム
- 「For You」THE ALPHA（1987年リリース）
- 「NON-FICTION」THE ALPHA（1988年リリース）
- 「Love Story」THE ALPHA（1989年リリース）
- 「REVOLBER」THE ALPHA（1990年リリース）

### オムニバス
- Club The Monkey Omnibus CD Vol.2「See Monkey 2」（2000年8月12日リリース）

　収録曲「未成年」SHOW

## メディア
- 「SBCラジオ・スペシャル」、SBCラジオ（1993年4月27日放送）
- 「SBCラジオ」（1995年3月18日放送）
- 「ほっとスタジオ」、SBCテレビ（1995年4月12日放送）
- 「SBCラジオスタートいちばん」（1996年11月8日放送）
- 「月曜スペシャル」、NBS長野放送（1996年12月9日放送）
- 「24時間テレビ 〜愛は地球を救う20〜」、テレビ信州（1997年8月23日放送）
- 「おひさまテレビ」、長野朝日放送（1998年1月23日放送）
- 「SBCラジオ」（1998年2月23日放送）
- 「おひさまテレビ」、長野朝日放送（1998年2月28日放送）
- 「週間ハイビジョンニュース」、NHK BS（1998年3月6日放送）
- 「テレメンタリー」、テレビ朝日（1998年4月19日放送）
- 「おひさまテレビ」、長野朝日放送（1998年6月6日放送）
- 「24時間テレビ 〜愛は地球を救う21〜」、日本テレビ系（1998年8月23・24日放送）
- 「6生テレビ 〜信州再発見〜」、長野朝日放送（1998年9月26日放送）
- 「24時間テレビ 〜ドキュメント・旅立ちのときコンサート〜」、日本テレビ系（1998年10月3日放送）
- 「ニュースの森 乙武君スペシャル」、TBS系（2000年3月28日放送）
- 「24時間テレビ 〜愛は地球を救う24〜」、日本テレビ系（2001年8月19日放送）
- 「24時間テレビ 〜愛は地球を救う33〜」、日本テレビ系（2010年8月29日放送）
- 「感動の舞台裏90日!24時間テレビTOKIOと241人の大コンサート!!完全版」、日本テレビ系（2010年10月4日放送）
- 「報道ゲンバ」、テレビ信州（2011年6月28日放送）
- 「abnステーション」、長野朝日放送（2011年12月22日放送）
- 「バリバラ」、NHK Eテレ（2014年4月18日放送）
- 「24時間テレビ マラソン特別編〜城島茂激闘112日&朝までしゃべくり007の裏側」、日本テレビ系（2014年9月1日放送）
- 「イブニング信州　アートパラリンピックその精神は今」、NHK総合（2018年3月14日放送）
- 信濃毎日新聞（2021年8月25日掲載）
- 「abnステーション」、長野朝日放送（2021年8月26日放送）
- 信濃毎日新聞（2021年8月27日掲載）
- 長野市民新聞（2021年8月28日掲載）
- 「ずくだせテレビ」、SBCテレビ（2021年8月30日放送）
- 「SBCニュースワイド」、SBCテレビ（2021年8月31日放送）
- 読売新聞（2021年9月3日掲載）
- 文春オンライン（2021年9月3日掲載）
- 「イブニング信州」、NHK長野放送局（2021年9月6日放送）
- 福祉新聞（2021年10月6日掲載）
- 「福祉だより信州」10月号（2021年10月22日掲載）
- 「里枝子の窓」、SBCラジオ（2021年10月30日放送）
- 信濃毎日新聞（2021年11月18日掲載）
- 「イブニング信州」、NHK長野放送局（2021年11月22日放送）
- 読売新聞（2021年12月2日掲載）
- 東信ジャーナル（2021年12月5日掲載）
- ちくま未来新聞（2021年12月10日掲載）
- じゃーまーいいか（2021年12月18日掲載）
- 信濃毎日新聞（2021年12月25日掲載）
- 「YEAR END & NEW YEAR SPECIAL UNITED ORCHESTRA」、J-WAVE（2021年12月31日放送）
- 文春オンライン（2022年2月14日掲載）
- 「abnステーション」、長野朝日放送（2022年3月1日放送）
- 信濃毎日新聞（2022年3月5日掲載）
- 朝日新聞（2022年3月9日掲載）
- 「NBSみんなの新州 」、NBS長野放送（2022年6月17日放送）
- 「abnステーション」、長野朝日放送（2022年6月24日放送）
- 長野市民新聞（2022年9月17日掲載）
- 「超いろとりどり！音楽ライブ」、Ｅテレ（2022年11月12日放送）
- 「NBSみんなの新州」、NBS長野放送（2023年3月16日放送）
- 「ハートネットTV　フクチッチ」、Ｅテレ（2023年6月12日放送）
- 「ゆる信ワイド」、NHKラジオ（2024年2月16日放送）
- 「どどどど！信州イチオシ」、NHK長野放送局（2024年2月17日放送）
- 「バリバラ」、NHK Eテレ（2024年2月17日放送）
- 「24時間テレビ 〜愛は地球を救う47〜」、テレビ信州（2024年9月1日放送）
- 「午後LIVEニュースーン」、NHK総合（2023年2月19日放送）
- 「祝祭〜ナガコレ美容師10年目の挑戦〜」、NBS長野放送（2025年6月7日放送）